# Jinja (distrito)

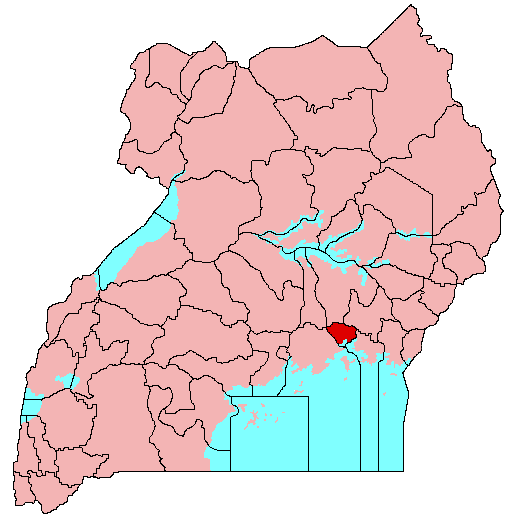
Localização do distrito

Jinja é um distrito da região Leste do Uganda, com sede na cidade de Jinja. O Rio Nilo (mais precisamente o seu afluente, o Nilo Branco) nasce em Jinja, na margem norte do Lago Vitória.